# Vraneševci
Vraneševci (1971-ig Vranješevci) falu Horvátországban Verőce-Drávamente megyében. Közigazgatásilag Szagyolcához tartozik.

## Fekvése
Verőcétől légvonalban 33, közúton 40 km-re délkeletre, községközpontjától 4 km-re nyugatra, Nyugat-Szlavóniában, a Drávamenti síkságon, Novi Senkovac és Starin között, a Szalatnokot Eszékkel összekötő 34-es számú főút mentén fekszik.

## Története
A település a 16. század végén, vagy a 17. század elején keletkezett pravoszláv vlachok betelepítésével, akik a török uralom idején a környező földeket művelték meg. A térség 1684-ben szabadult fel a török uralom alól, de a lakosság részben helyben maradt. A település 1698-ban Szlavónia felszabadított településeinek összeírásában „pagus Vranessevo” néven 9 családdal szerepel.
Az első katonai felmérés térképén „Dorf Vraneshevci” néven találjuk. Lipszky János 1808-ban Budán kiadott repertóriumában „Vranyessevcze” néven szerepel. Nagy Lajos 1829-ben kiadott művében „Vranyessevcze” néven 49 házzal, 284 lakossal szerepel.
1857-ben 351, 1910-ben 647 lakosa volt. 1910-ben a népszámlálás adatai szerint lakosságának 79%-a szerb, 9%-a horvát, 8%-a magyar anyanyelvű volt. Verőce vármegye Szalatnoki járásának része volt. Az első világháború után 1918-ban az új szerb-horvát-szlovén állam, majd később (1929-ben) Jugoszlávia része lett. Lakossága a fiatalok elvándorlása következtében évtizedek óta folyamatosan csökkent, ma már alig több, mint negyede a háború utáni népességnek. 1991-ben lakosságának 70%-a szerb, 14%-a jugoszláv, 11%-a horvát nemzetiségű volt. 2011-ben 152 lakosa volt.

## Lakossága
| Lakosság változása | Lakosság változása | Lakosság változása | Lakosság változása | Lakosság változása | Lakosság változása | Lakosság változása | Lakosság változása | Lakosság változása | Lakosság változása | Lakosság változása | Lakosság változása | Lakosság változása | Lakosság változása | Lakosság változása | Lakosság változása |
| ------------------ | ------------------ | ------------------ | ------------------ | ------------------ | ------------------ | ------------------ | ------------------ | ------------------ | ------------------ | ------------------ | ------------------ | ------------------ | ------------------ | ------------------ | ------------------ |
| 1857               | 1869               | 1880               | 1890               | 1900               | 1910               | 1921               | 1931               | 1948               | 1953               | 1961               | 1971               | 1981               | 1991               | 2001               | 2011               |
| 351                | 379                | 333                | 523                | 545                | 647                | 602                | 658                | 541                | 519                | 427                | 335                | 253                | 216                | 147                | 152                |